# Jelka Borojević
Jelka Borojević (rođena Ocić) rođena je u Dalju 16. svibnja 1949. godine, gdje živi i danas.
Još se u ranoj mladosti počela baviti pisanjem poezije, bila je aktivna u dramskoj i literarnoj sekciji, te u recitatorskoj i glumačkoj grupi. Svoju ljubav prema pisanju pjesama je njegovala tijekom cijelog života. Nastupala je na brojnim večerima poezije, na mnogim književnim manifestacijama, objavljivala je u novinama i časopisima za djecu.
Veći dio svojega radnog vijeka, kao i veći dio stanovništva vukovarske okolice, je provela u kombinatu gume i obuće Borovo.
Od kraja 90-ih godina pa do danas, aktivna je u različitim segmentima, od građanskog do kulturno-umjetničkog aktivizma. Značajna je njezina uloga u poboljšanju života običnih ljudi (prvenstveno žena) kroz razne društvene aktivnosti, pomoć pri učenju novih veština, kao i pomoć pri zapošljavanju i samozapošljavanju.

## Umjetnički i humanitarni rad
- Autorica je zbirke poezije pod nazivom Od boli do moći[2]

- Osnivač i predsjednik (od 2002. godine) nevladine udruge Građanska organizacija razvoja Dalja (GORD), koja se bavi promicanjem i zaštitom ljudskih prava, prava žena i mladeži, promocijom kulture mira, nenasilja i dijaloga.[3][4][5]

- Organizator brojnih kulturnih zbivanja u Dalju i okolici.

## Vanjske poveznice
- Linkedin profil[neaktivna poveznica]
- Google+ profil
- Badoo profil[neaktivna poveznica]
- Xing profil
- službene stranice GORD-a  Arhivirana inačica izvorne stranice od 2. travnja 2012. (Wayback Machine)